# Donaldius lucidus
Genre
Espèce
Donaldius lucidus, unique représentant du genre Donaldius, est une espèce d'araignées aranéomorphes de la famille des Salticidae.

## Distribution
Cette espèce est endémique du Panama.

## Description
La femelle holotype mesure 4,10 mm.

## Publication originale
- Chickering, 1946 : The Salticidae of Panama. Bulletin of the Museum of. Comparative Zoology, vol. 97, p. 1-474 (texte intégral).